# Почан
Почан, Почен, Бучан или Божан (на гръцки: Πότσαν, Πότσεν или Πότσανα) е обезлюдено село в Република Гърция, разположено на територията на дем Неврокоп (Неврокопи) в област Източна Македония и Тракия.

## География
Почан се намира на югозападните склонове на Родопите и попада в историко-географската област Чеч. Съседните му села са Тисово, Манастир, Борен и Бръщен. Край селото протича Тисовската река.

## История

### Етимология
Според Макс Фасмер името Почан (Πότσαν) е славянско и произлиза от Бучан, Бочан.
Според Йордан Н. Иванов името Почен е от началното *Потчане от местното име *Потче, тоест пътче, умалително от път. Старобългарското ѫ минава в о в говора, а т в съгласковата група отпреградна и преграднопроходна съгласна тч изпада - например Ръчен при Горно Фращани от *Рътчене от *Рътче, умалително от рът, Грачен от началто *Градьчане.

### В Османската империя
В съкратен регистър на тимари, зиамети и хасове в ливата Паша от 1519 година село Почан (Бучане) е вписано както следва - немюсюлмани: 33 домакинства, неженени - 5, вдовици - 4. В съкратен регистър на санджаците Паша, Кюстендил, Вълчитрън, Призрен, Аладжа хисар, Херск, Изворник и Босна от 1530 година са регистрирани броят на мюсюлманите и немюсюлманите в населените места. Регистрирано е и село Почан (Бучане) с немюсюлмани: 29 домакинства, неженени - 5; вдовици - 2. В подробен регистър на санджака Паша от 1569-70 година е отразено данъкоплатното население на Почан (Бучани) както следва: мюсюлмани - 6 семейства и 5 неженени; немюсюлмани - 3 семейства. В подробен регистър за събирането на данъка авариз от казата Неврокоп за 1723 година от село Почан (Бучан) са зачислени 23 мюсюлмански домакинства.
В XIX век Почан е мюсюлманско село в Неврокопска каза на Османската империя. В „Етнография на вилаетите Адрианопол, Монастир и Салоника“, издадена в Константинопол в 1878 година и отразяваща статистиката на населението от 1873 година, Божан (Bojan) е посочено като село с 34 домакинства и 100 жители помаци. Според Стефан Веркович към края на XIX век Почан (Божян) има помашко мъжко население 122 души, което живее в 34 къщи. Според Васил Кънчов към 1900 година в Почан (Бучанъ, Божанъ) живеят 250 души българи мохамедани.

### В Гърция
През Балканската война в 1912 година в селото влизат български войски. По данни на Българската православна църква, към края на 1912 и началото на 1913 година в Почан (Поченъ) живеят 89 семейства или общо 463 души.
След Междусъюзническата война селото остава в Гърция. Според гръцката статистика, през 1913 година в Почан (Πότσανα, Поцана) живеят 330 души. Към 1920 година в селото живеят 144 души. През 1923 година жителите на селото са преселени в Турция, в градчето Малък Самоков (Демиркьой).
| Година    | 1913 | 1920 | 1928 | 1940 | 1951 | 1961 | 1971 | 1981 | 1991 | 2001 | 2011 | 2021 |
| --------- | ---- | ---- | ---- | ---- | ---- | ---- | ---- | ---- | ---- | ---- | ---- | ---- |
| Население | 330  | 144  |      |      |      |      |      |      |      |      |      |      |